# Чемпионат мира по стрельбе 1930
Чемпионат мира по стрельбе 1930 года прошёл в Антверпене (Бельгия).

## Общий медальный зачёт
| Место | Страна       | Золото | Серебро | Бронза | Всего |
| ----- | ------------ | ------ | ------- | ------ | ----- |
| 1     | Швейцария    | 5      | 4       | 4      | 13    |
| 2     | США          | 5      | 1       | 4      | 10    |
| 3     | Финляндия    | 4      | 5       | 2      | 11    |
| 4     | Дания        | 2      | 1       | 4      | 7     |
| 5     | Нидерланды   | 1      | 0       | 0      | 1     |
| 6     | Бельгия      | 0      | 2       | 1      | 3     |
| 7     | Италия       | 0      | 2       | 0      | 2     |
| 8     | Франция      | 0      | 1       | 2      | 3     |
| 9     | Чехословакия | 0      | 1       | 0      | 1     |

## Медалисты
| Дисциплина                                    | Золото                                                                                              | Серебро                                                                                            | Бронза                                                                                             |
| --------------------------------------------- | --------------------------------------------------------------------------------------------------- | -------------------------------------------------------------------------------------------------- | -------------------------------------------------------------------------------------------------- |
| Винтовка лёжа, 50 метров                      | Свен-Оскар Линдгрен                                                                                 | Куллерво Лескинен                                                                                  | Эрхард Кубструп                                                                                    |
| Винтовка лёжа, 50 метров (команды)            | Дания · Эрхард Кубструп · К. М. Сёренсен · А.Бьёрн · П. Й. Педерсен · Андерс Петер Нильсен          | Финляндия · Куллерво Лескинен · Нийлво Талвенхеймо · Свен Линдгрен · Эйнари Окса · Эдвард Тойвонен | США · Вильям Брюс · Харри Реншоу · Моррис Фишер · Рассел Сейтзингер · Эммет Свансон                |
| Винтовка с колена, 50 метров                  | Эммет Свансон                                                                                       | Куллерво Лескинен                                                                                  | Эйнари Окса                                                                                        |
| Винтовка с колена, 50 метров (команды)        | США · Вильям Брюс · Харри Реншоу · Франк Парсонс · Рассел Сейтзингер · Эммет Свансон                | Финляндия · Куллерво Лескинен · Нийлво Талвенхеймо · Свен Линдгрен · Эйнари Окса · Ларс Клярих     | Дания · Эрхард Кубструп · К. М. Сёренсен · Мюгард · П. Й. Педерсен · Нильс Ларсен                  |
| Винтовка стоя, 50 метров                      | П. Й. Педерсен                                                                                      | Эрхард Кубструп                                                                                    | Харри Реншоу                                                                                       |
| Винтовка стоя, 50 метров (команды)            | США · Вильям Брюс · Харри Реншоу · Франк Парсонс · Рассел Сейтзингер · Джо Шарп                     | Бельгия · Пауль ван Асбрук · Марсель Гейссен · Марсель Лафортюн · Франсуа Лафортюн · Поль Сильва   | Дания · Эрхард Кубструп · К. М. Сёренсен · Кристен Мёллер · П. Й. Педерсен · Андерс Петер Нильсен  |
| Винтовка с трёх позиций, 300 метров           | Эйнари Окса                                                                                         | Харри Реншоу                                                                                       | Йосиас Хартман                                                                                     |
| Винтовка с трёх позиций, 300 метров (команды) | США · Моррис Фишер · Харри Реншоу · Эммет Свансон · Рассел Сейтзингер · Джо Шарп                    | Швейцария · Йосиас Хартман · Фернан Демьер · Якоб Райх · Эрнст Телленбах · Карл Циммерман          | Финляндия · Куллерво Лескинен · Нийлво Талвенхеймо · Свен Линдгрен · Эйнари Окса · Эдвард Тойвонен |
| Винтовка лёжа, 300 метров                     | Куллерво Лескинен                                                                                   | Свен-Оскар Линдгрен                                                                                | Фернан Демьер                                                                                      |
| Винтовка с колена, 300 метров                 | Рассел Сейтзингер                                                                                   | Якоб Райх                                                                                          | Эммет Свансон                                                                                      |
| Винтовка стоя, 300 метров                     | Эйнари Окса                                                                                         | Йосиас Хартман                                                                                     | Харри Реншоу                                                                                       |
| Армейская винтовка с трёх позиций, 300 метров | Карл Циммерман                                                                                      | Камилло Иснарди                                                                                    | Жорж Ро                                                                                            |
| Армейская винтовка лёжа, 300 метров           | Карл Циммерман                                                                                      | Камилло Иснарди                                                                                    | Люсьен Жено                                                                                        |
| Армейская винтовка с колена, 300 метров       | Карл Циммерман                                                                                      | Вильгельм Шнидер                                                                                   | Франсуа Лафортюн                                                                                   |
| Армейская винтовка стоя, 300 метров           | Кристиан Бот                                                                                        | Рудольф Брахтль                                                                                    | Вильгельм Шнидер                                                                                   |
| Произвольный пистолет, 50 метров              | Жан Ревийо де Буде                                                                                  | Марсель Лафортюн                                                                                   | Вильгельм Шнидер                                                                                   |
| Произвольный пистолет, 50 метров (команды)    | Швейцария · Эрнст Флюкигер · Северин Кривелли · Жан Ревийо де Буде · Вильгельм Шнидер · Фриц Цулауф | Франция · Марсель Бонен · Андре дес Жамоньер · Поль Гремо · Гантье · Г.Режи                        | Дания · Анкер Болл · Кристиан Йенсен · Нильс Ларсен · Кристиан Лерман · Аксель Лерке               |